# Конец эпохи (альманах)
«Конец эпохи» — фэнзин, выпускавшийся в Москве с 1995 года Лином Лобарёвым. Как отмечалось в 2011 году, является самым длительно существующим фэнзином за всю историю русской фантастики.
Объём фэнзина составлял от 40 до 100 страниц, вышло не менее 30 номеров. В значительной мере «Конец эпохи» был посвящён творчеству представителей ролевого движения, но публиковал также произведения именитых писателей-фантастов: Е. Лукина, Л. Вершинина, С. Логинова, С. Бережного и др. В «Конце эпохи» печатались рассказы, стихи авторов из «ролевой» и фантастической тусовки.